# 竹光侍
『竹光侍』（たけみつざむらい）は、原作：永福一成、漫画：松本大洋による日本の漫画。『ビッグコミックスピリッツ』（小学館）で2006年から2010年まで連載された、侍が主人公の時代劇漫画。
2007年、第11回文化庁メディア芸術祭マンガ部門 優秀賞受賞。
2011年、第15回手塚治虫文化賞マンガ大賞受賞。
単行本は全8巻。

## あらすじ
浪人の瀬能宗一郎は信濃から江戸へ移り住み、長屋に居住して寺子屋の師匠の職に就く。瀬能は江戸で多くの隣人に愛されるが、瀬能の出生の経緯が信濃の大名家の政争と関連しているために、瀬能は政争に巻き込まれる。

## 登場人物

### 主要登場人物
瀬能宗一郎
信濃より江戸にやってきた狐目の青年侍。団子など甘味が好物の甘党。事情があり、國房という名の刀を売り払い、竹光を帯刀している。非常に腕が立ち、強い者と立ち会いたいという強い欲求があるため、江戸に来た当初は道場破りを繰り返し、その門弟たちに付け狙われていた。しかしながら自分の中の剣の鬼を追い出したいと考えており、一時は刀を捨て、寺子屋の先生となる事を望む。かたぎ長屋で世話になっており、「宗さん」「先生」などと呼ばれ長屋の住民に慕われているが、その凶悪な剣の腕を見たものには「獣」、「狐」と称される。
その出生には本人も知らない秘密があり、そのせいで争いに巻き込まれていくことになる。
木久地真之介
刺客請負、仕損じなしと知られる人斬り。元は百姓だが、貧農であった少年時代を厭い自らを侍であると名乗っている。しかし、雨が好き、馬を見捨てられないなど、その頃の名残も強く残っている。「メシ」という名前の鼠を常に連れている。
信濃立石領多岐家に刺客として雇われ、瀬能宗一郎と壮絶な死闘を繰り広げることとなる。
御輿大三朗
旗本の家の三男。家督を継ぐ資格もないので厄介者と称される。かぶき者で、派手な恰好をして江戸を練り歩く事を好む。三日と空けずに陰間に通う男色家。槍の使い手で美青年の源次を槍持ちとして連れ歩いている。
生まれる時代を間違えた、戦場で死にたいと常々言い、次から次へとトラブルの舞い込む宗一郎にも「羨ましい」と言い切った。
後に木久地に自身を斬ることを依頼し、源次の見守る中、望み通り剣撃での最期を遂げた。
國房
貞元國房作刀。宗一郎が手放した銘刀。一尺九寸五分。稀代の秋水。「立ち枯らし」という異名がある。後に眼帯をした女性の姿で宗一郎の夢に現れ、買い戻せと迫る。その姿は次第に現実にも現れるようになり、質屋から國房を購入した大三朗や、ずっと宗一郎を観察していた勘吉の目にも映るようになっていく。

### かたぎ長屋の住人
勘吉
かたぎ長屋の住人。宗一郎の隣の部屋に住んでいる。留吉の息子。法元や宗一郎からは頭抜けて頭の良い子供と呼ばれ、実際、町方の子供らしからぬ観察力を見せる。宗一郎を慕っている。
留吉
かたぎ長屋の住人。勘吉の父。腕の立つ大工だが賭博癖があり、何度も借財で身を持ち崩している。
ヨシ坊
勘吉の友達。よく鼻を垂らしている。
与左衛門
かたぎ長屋の差配と呼ばれる大家的な存在。かつてはその俊足から「風の与左」と呼ばれた元十手持ちの老人で、今でもかつての子分が知恵を拝借に訪れる。

### 江戸の人々
お勝
矢場の矢取女。信濃出身で同郷の宗一郎と意気投合し懇意になる。
一時、宗一郎に字を習う名目で逢瀬を重ねていたが、矢取女が手習い所に通うことを手習い所の女将に拒まれ、ひらがな全部と「宗・一・郎」の三文字を覚えたところで中止になってしまった。
おみつ
宗一郎が毎日通う茶屋の看板娘。かたぎ長屋からほど近く人が集まりやすいが、そのためにトラブルに巻き込まれることも多い。
法元
和尚。与左衛門と幼なじみでよく一緒に将棋や囲碁を打っている。
神田の恒五郎
御用聞き。与左衛門の弟子。その捜査能力は与左衛門にも一目置かれている。辻斬事件の捜査中に、宗一郎を疑いかたぎ長屋に接近する。
無宿人殺害事件を追ううちに木久地にたどり着くが、当人との会話後、殺害されてしまう。
源次
大三朗に仕える中間。名うての美青年で大三朗に見初められている。本人は男色家ではなく、金のあるときは吉原で遊んでいる。
赤目
木久地のつなぎを務める与太者。奇矯な言動行動が多く、自ら頭が悪いと公言するが、眼が効く。

### 信濃国立石領多岐家
瀬能宗右衛門
宗一郎の父。信濃随一と呼ばれた剣客で、宗一郎を厳しく鍛えた。
山で隠遁生活を送っているところを大村崎と立石四天王に襲撃され、宗一郎に江戸に向かうよう言い遺して果てた。
お静
宗一郎の生母。大村崎の襲撃の際、宗一郎を山に逃し自害して果てた。
多岐出雲守
多岐家当主。病のため余命いくばくもないとされる。甘党。
武部兵部乃介
多岐家筆頭家老。若くして家老となり、当時の多岐家の借り入れをすべて返済してみせた名家老。「信濃の知」と呼ばれ立石領を実質的に一人で取り仕切っている。
果断有能だが長説教の癖があり、同輩や部下からは「説教狸」と呼ばれうんざりされている。
大村崎十三
多岐家次席家老。剣の腕が立ち、立石剛錬館の門弟たちを私兵として使っているが、宗右衛門にはあざとい剣と嫌われていた。
宗一郎を亡きものとするため、隠遁していた宗右衛門を襲った張本人。5人がかりで宗右衛門を討ち果たすが、戻ってきた宗一郎に連れの4人を斬られ、自身も顔面に大きな刀傷を負う。
後に自ら江戸に出て宗一郎と対面。すべてを告白した夜に一人腹にて切腹して果てた。
森佐々太郎
多岐家近習頭。立石剛錬館では随一の剣客。真面目だが、道中絡んできたやくざ者に斬りつけるなど、いささか過激な性格。また、信濃では知らぬ者のないほど酒癖が悪い。
大村崎への忠誠心から、宗一郎を斬ろうと勝手に江戸に出立するが、その江戸で宗一郎に心酔してしまう。
山本半助
多岐家足軽。剛錬館では上位にはいる剣客。森佐々太郎を気に入り、何かと世話を焼く。